# 劉紹武 (乾隆進士)
劉紹武（？—？），字鳳綸，號恒齋，山東省青州府沂水縣人，明末清初政治人物。
曾祖劉應賓，明萬曆四十一年進士。祖劉玠。父劉魯洙，康熙四十一年壬午舉人。自幼读书刻苦，世家子如寒儒。乾隆十九年（1754年）登甲戌科進士，性尤至孝，通籍後待选，因父老不仕，與兄友爱，一日不见辄不乐。纂修府志，考据精核，以发微闡幽爲己任。虽穷乡僻壤不能自达，恐其湮没，必极力搜罗以表彰之。乡贤祠倾毁，鸠工興修。著有《历代统系谱》，藏于家。子劉鼎燮，侄劉鼎臣（劉繩武子），乾隆四十六年辛丑進士。